# إيرني كينغ
إيرني كينغ (بالإنجليزية: Ernie King)‏ (1 يناير 1903 بساوثهامبتون في المملكة المتحدة - 1 يناير 1993 بساوثهامبتون في المملكة المتحدة) هو لاعب كرة قدم بريطاني (وحمل سابقاً جنسية المملكة المتحدة لبريطانيا العظمى وأيرلندا) في مركز الدفاع. لعب مع نادي بورنموث ونادي ساوثهامبتون ونادي غيلفورد سيتي.